# Podosilis robusticornis
Podosilis robusticornis is een keversoort uit de familie soldaatjes (Cantharidae). De wetenschappelijke naam van de soort werd in 1907 gepubliceerd door Maurice Pic.